# ترکیفوت (ویرجینیای غربی)
ترکیفوت، ویرجینیای غربی (به انگلیسی: Turkeyfoot, West Virginia) یک منطقهٔ مسکونی در ایالات متحده آمریکا است که در ویرجینیای غربی واقع شده‌است.

## خصوصیات
ترکیفوت ۳۹۱٫۹۸ متر بالاتر از سطح دریا واقع شده‌است.